# Hélé Béji
Hélé Béji (àrab: هالة الباجي, Hāla al-Bājī) (Tunísia, 1948) és una escriptora tunisiana, presidenta del Collège International de Tunis, una institució que ella mateixa va fundar l'any 1998 i que impulsa el debat sobre l'actualitat política i cultural. Abans va ser professora de Literatura de la Universitat de Tunis i assessora de la UNESCO. És col·laboradora habitual de les revistes Le Débat i Esprit, i ha escrit àmpliament sobre els processos de descolonització i la realitat actual dels països àrabs. Les seves darreres publicacions són Nous, décolonisés (Arléa, 2008) i Islam pride. Derrière le voile (Gallimard, 2011).

## Obres destacades
- Le Désenchantement national, essai sur la décolonisation, assaig (1982)
- L'oeil du jour, novel·la (1985)
- Itinéraire de Paris à Tunis, sàtira (1992)
- L'Art contre la culture, assaig (1992)
- L'Imposture culturelle, assaig (1997)
- Nous, décolonisés (2008)
- Islam Pride, assaig (2011)